# Попов, Владимир Иоаннович
Влади́мир Иоа́ннович Попо́в (1867 — после 1917) — член IV Государственной думы от Подольской губернии, священник.

## Биография
Сын священника.
В 1887 году окончил Подольскую духовную семинарию. По окончании семинарии состоял смотрителем ремесленного училища святого Иоанно-Предтеченского братства.  В 1888 году был рукоположен в священники. Был настоятелем церкви, с 1905 года состоял наблюдателем церковно-приходских школ в Балтском уезде.
В 1912 году был избран членом Государственной думы от Подольской губернии. Входил во фракцию русских националистов и умеренно-правых (ФНУП), после её раскола в августе 1915 — в группу сторонников П. Н. Балашова. Состоял членом комиссий: по исполнению государственной росписи доходов и расходов, финансовой, по рабочему вопросу, по народному образованию, по делам православной церкви и сельскохозяйственной.
В годы Первой мировой войны служил священником 51-го военно-санитарного поезда императрицы Александры Федоровны. В думских заседаниях участия не принимал, за что подвергался штрафам.
Судьба после 1917 года неизвестна. Был женат, имел троих детей.